# Eduard Schmidt-Weißenfels

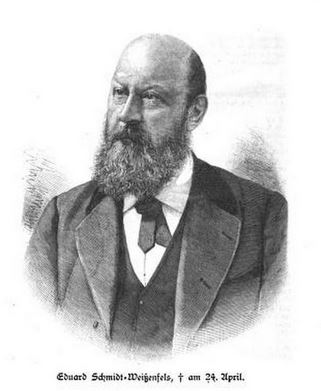
Eduard Schmidt-Weißenfels

Eduard Schmidt-Weißenfels (* 1. September 1833 in Berlin; † 24. April 1893 in Bozen) war ein liberaler deutscher Schriftsteller und Politiker.

## Leben

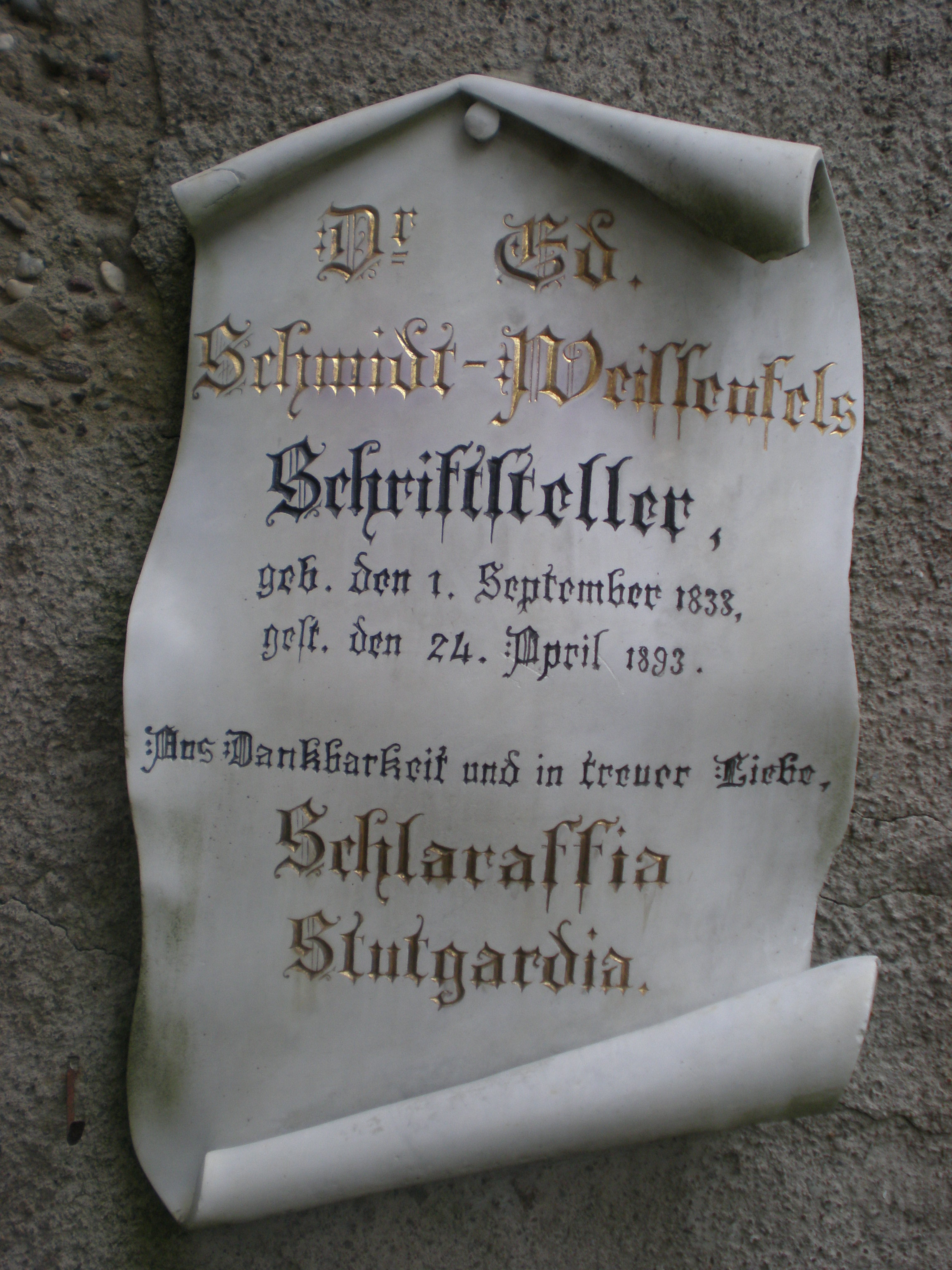
Grabinschrift für Schmidt-Weißenfels in Bozen

Schmidt-Weißenfels begann frühzeitig die publizistische Tätigkeit, wurde 1848 Sekretär der preußischen Nationalversammlung, danach Mitglied der Ersten Kammer des preußischen Parlaments, nahm 1850 am Feldzug in Schleswig-Holstein teil und ging dann nach Paris, wo er nach dem Staatsstreich Napoleons III. verhaftet und einige Monate später des Landes verwiesen wurde.
Er lebte danach an verschiedenen Orten, in England, Berlin, Leipzig, Prag, Gotha, wo er in enge Beziehungen zu Herzog Ernst II. trat und die damals aufsehenerregende Broschüre Der Herzog von Gotha und sein Volk (1861) veröffentlichte. Zuletzt lebte er in Bozen, wo er verstarb und am Stadtfriedhof südlich der Marienpfarrkirche (seit 1931 nach St. Jakob-Oberau umgebettet) beigesetzt wurde.
Schmidt-Weißenfels war einer der Mitbegründer der „Schlaraffia“ in Prag und später Mitglied der Stuttgarter Ortsgruppe (intern „Reych“ genannt) der Vereinigung Schlaraffia.

## Werke, politisch
- Frankreichs moderne Litteratur seit der Restauration. 2 Bde., Berlin 1856
- Rahel und ihre Zeit. Leipzig 1857 (Digitalisat)
- Scharnhorst. Leipzig 1859
- Geschichte der französischen Revolutionslitteratur. Leipzig 1859
- Friedrich Gentz. Leipzig 1859
- Charaktere der deutschen Litteratur. 2 Bde., Leipzig 1859
- Preußische Landtagsmänner. Berlin 1862 (Digitalisat)
- Fürst Metternich. 2 Bde., Prag 1860
- Fichte und das deutsche Volk. Berlin 1862
- Frankreich und die Franzosen. 2. Ausg., Berlin 1869
- Ferdinand Freiligrath. Stuttgart 1876, 2. Aufl. 1877
- Porträts aus Frankreich. Stuttgart 1881
- Charakterbilder aus Spanien. Stuttgart 1885

## Werke, historisch
- Polignac (Berl. 1866)
- Pascal Paoli (Leipz. 1867)
- Der achtzehnte Brumaire (Berl. 1869)
- Die Söhne Barneveldts (Berl. 1871)
- Der Aufstand in Algier (Berl. 1872)
- Adelsstolz (Berl. 1873)
- König Null (Berl. 1876)
- Prinz Erdmann (Berl. 1878)
- Sturmleben (Berl. 1878)
- Zweiter Frühling (Berl. 1881)
- Die Meineidigen (Berl. 1886)
- Deutsche Handwerkerbibliothek (Stuttg. 1878–83, 5 Bde.)
- Geschichte des modernen Reichtums in biographischen und sachlichen Beispielen (Berl. 1893)